# Болва (Спас-Деменский район)
Болва — село в Спас-Деменском районе Калужской области России. Административный центр сельского поселения «Деревня Болва».

## Физико-географическая характеристика
Располагается в 2 км от Спас-Деменска и 180 км от Калуги.
Часовой пояс
Село Болва находится в часовой зоне МСК (московское время). Смещение применяемого времени относительно UTC составляет +3:00.

## Население
| 2002 | 2007 | 2010 |
| ---- | ---- | ---- |
| 193  | ↘158 | ↗183 |

2010 год — 183 жителей.

2013 год — 179 жителей.

## Инфраструктура
Согласно Генплану, по состоянию на 2013 год в селе отсутствовали: объекты образования, специальные площадки для складирования отходов, система газоснабжения; требовали реконструкции: существующие водозаборные сооружения, системы наружного освещения, дорожного покрытия по всем улицам.
Основа экономики — сельское хозяйство.

## Транспорт
Село доступно автотранспортом. Остановка общественного транспорта «Болва». Регулярное автобусное сообщение с городом Спас-Деменск (маршрут 4 на июнь 2022).